# Nadsiarczan sodu
Nadsiarczan sodu, Na
2S
2O
8 – nieorganiczny związek chemiczny z grupy nadsiarczanów, sól kwasu nadsiarkowego i sodu.

## Otrzymywanie
Może być otrzymany poprzez elektrolityczne utlenianie wodorosiarczanu sodu:
2NaHSO
4 → Na
2S
2O
8 + H
2↑

## Właściwości
Jest to białe, krystaliczne ciało stałe bez zapachu. Rozkłada się powoli w warunkach pokojowych, a wilgoć i ogrzewanie mogą przyspieszać tę reakcję. Rozkłada się również w obecności etanolu i jonów srebra. W temperaturze około 180 °C ulega pełnemu rozkładowi z wydzieleniem tlenków siarki. Bardzo dobrze rozpuszcza się w wodzie, z którą tworzy roztwory o odczynie kwasowym. Ma silne właściwości utleniające, jest niepalny i niewybuchowy, jednak z substancjami posiadającymi takie właściwości może wchodzić w gwałtowne reakcje. W kontakcie ze skórą i błonami śluzowymi powoduje ich znaczne podrażnienia.

## Zastosowanie
Stosowany jest jako środek utleniający i wybielający oraz jako aktywator w procesach polimeryzacji emulsyjnej. Stosowany jest również przy produkcji obwodów drukowanych do oczyszczania i wytrawiania płytek przed procesem bezprądowego osadzania na nich miedzi. Jego działanie powoduje zwiększenie chropowatości powierzchni płytki, dzięki czemu możliwe jest mocniejsze połączenie nanoszonej miedzi z płytką, jednocześnie bez niszczenia tworzywa, z którego płytka jest wytworzona.
W latach 90. XX wieku proponowano zastosowanie utleniających właściwości nadsiarczanu sodu w ramach jednej z metod utylizacji środków trujących i materiałów wybuchowych znajdujących się w broni chemicznej składowanej w amerykańskich ośrodkach Blue Grass Army Depot i Pueblo Chemical Depot. Ostatecznie w obu ośrodkach wybrano inne metody niszczenia.